# ダッジ・キャリバー
キャリバー（Caliber）はアメリカの自動車メーカークライスラーがダッジブランドで販売していたクロスオーバーSUVである。
ヨーロッパ市場での展開を始めた同ブランドの戦略車種であり、2007年6月から2010年5月頃までは日本市場へもダッジブランドで投入されていた。

## 概要
2005年3月のサロン・アンテルナショナル・ド・ロトにコンセプトモデルとして出品、その後2006年1月の北米国際オートショー（NAIAS）で正式に発表された。ネオンの実質的な後継車種となる5ドアハッチバックで、ダッジブランドで販売されているSUVやピックアップトラックを連想させる大きなグリルとホイールアーチが外観上の特徴である。
当時のダイムラー・クライスラーが三菱自動車工業および現代自動車と資本提携していた時期に開発が進められた車種であり、エンジンは3社の共同開発による「ワールドエンジン」（直列4気筒1.8 L、2.0 L、2.4 L）が搭載される。欧州仕様車はこれに加えてフォルクスワーゲン製の2.0 Lディーゼルも用意される。トランスミッションは5速MTとジヤトコ製のCVTの2種類。なお、日本仕様車は2.0 L+CVTの組み合わせのみとなる。
プラットフォームも三菱との共同開発であり、GSプラットフォームを採用する。駆動方式はFWDおよびAWDの二種類だったが、2009年モデルからFWDのみとなった。
2006年2月のシカゴオートショーでは、高性能版の「SRT-4」が発表された。エンジンは2.4 L直列4気筒の可変バルブタイミング機構（DVVT）で、これに三菱製TD04ターボチャージャーが加わり、285hpを発揮するホットモデルである。トランスミッションは6速MTが組み合わせられた。駆動方式はFWDのみとなっている。
日本仕様は2007年からダッジディーラーで販売が開始された。なお、日本仕様では兄弟車であるアウトランダーの販売が競合する配慮から、導入当初からSEおよびSXTグレードのFWDのみの導入となる。その後、2009年にクライスラーが連邦倒産法第11章を申請し日本向けの2010年モデル以降の導入そのものが凍結されてしまい、それに伴う戦略見直しを受けてそのまま日本へ販売されることなく本国で2012年に生産終了した。
2012年1月9日、NAIASにおいて、アルファロメオ・ジュリエッタのプラットフォームを流用したダートが後継となることが発表された。この新型ダートは、キャリバーのラインがあったベルベディア工場で生産が行われる。

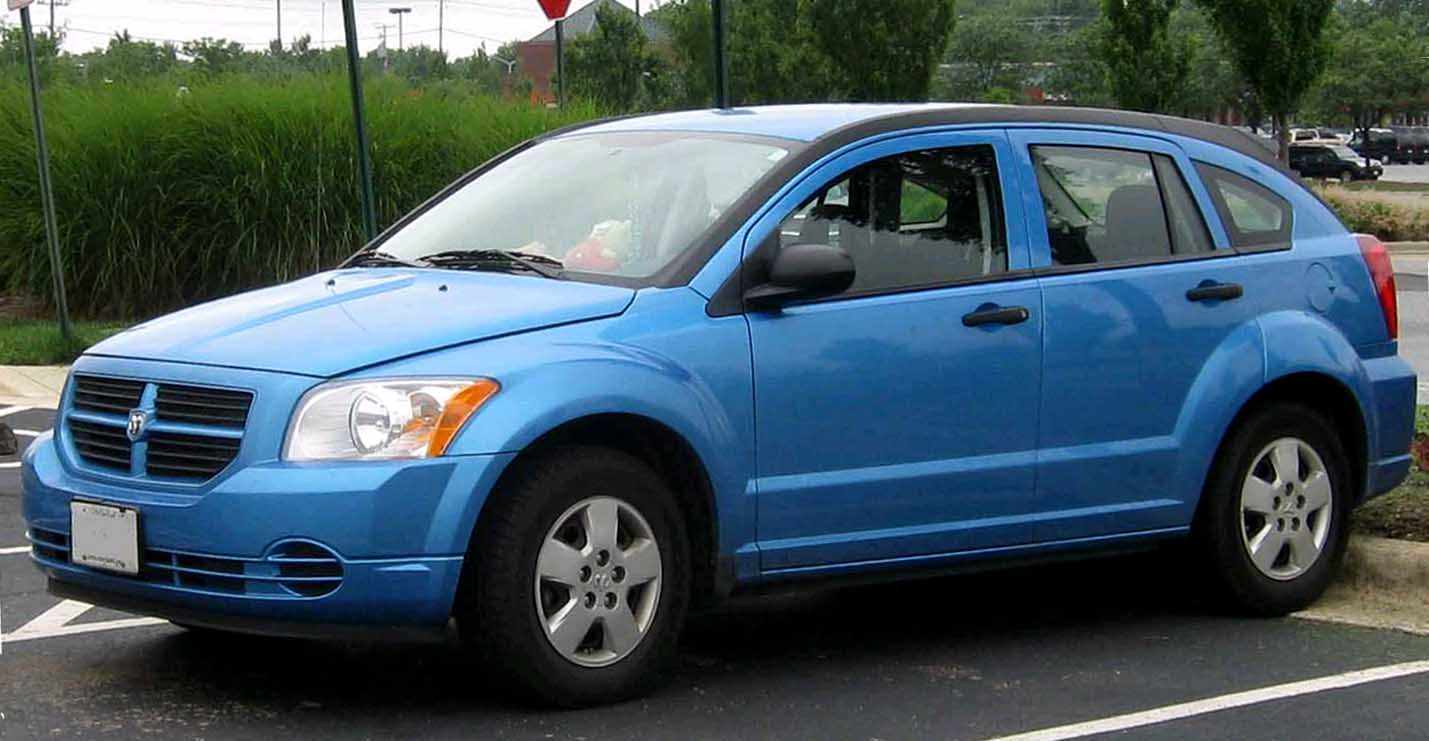
ダッジ・キャリバー（北米仕様）